# Raúl García (fotbalist)
Raúl García Escudero (n. 11 iulie 1986) este un fotbalist spaniol retras din activitate care a evoluat ultima dată pentru Athletic Bilbao în La Liga, pe postul de mijlocaș central sau ofensiv.
Format la Osasuna, și-a petrecut cea mai mare parte a începutul carierei la Atlético Madrid, marcând 44 de goluri în 329 de meciuri în toate competițiile de-a lungul a opt sezoane și câștigând șase titluri majore, inclusiv campionatul național 2014 și Europa League 2010. În 2015, a semnat cu Athletic Bilbao, urmând să aibă o perioadă la fel de lungă și să câștige Supercopa de España 2021, precum și Copa del Rey 2023–24; în 20 de sezoane în La Liga, a totalizat 609 apariții și 110 goluri.

## Plamares
Atlético Madrid
- UEFA Europa League: 2009–10
- Supercupa Europei: 2010, 2012
- Copa del Rey: 2012–13;

Finalist: 2009–10
- Supercopa de España:

Finalist: 2013
- Liga Campionilor UEFA:

Finalist 2013–14
Athletic Bilbao
- Copa del Rey: 2023-24;

Finalist: 2019-20, 2020-21
- Supercopa de España: 2021[4]

## Statistici de club
| Sezon   | Club            | Competiție | Meciuri | Goluri |
| ------- | --------------- | ---------- | ------- | ------ |
| 2004–05 | Osasuna         | La Liga    | 2       | 0      |
| 2005–06 | Osasuna         | La Liga    | 33      | 4      |
| 2006–07 | Osasuna         | La Liga    | 33      | 5      |
| 2007–08 | Atlético Madrid | La Liga    | 35      | 3      |
| 2008–09 | Atlético Madrid | La Liga    | 36      | 3      |
| 2009–10 | Atlético Madrid | La Liga    | 20      | 0      |
| 2010–11 | Atlético Madrid | La Liga    | 29      | 1      |
| 2011–12 | Osasuna         | La Liga    | 33      | 11     |
| 2012–13 | Atlético Madrid | La Liga    | 30      | 5      |
| 2013–14 | Atlético Madrid | La Liga    | 34      | 9      |
| 2014–15 | Atlético Madrid | La Liga    | 31      | 4      |
| 2015–16 | Atlético Madrid | La Liga    | 1       | 0      |
| 2015–16 | Athletic Bilbao | La Liga    | 30      | 7      |
| 2016–17 | Athletic Bilbao | La Liga    | 36      | 10     |
| 2017–18 | Athletic Bilbao | La Liga    | 34      | 10     |
| 2018–19 | Athletic Bilbao | La Liga    | 33      | 9      |
| 2019–20 | Athletic Bilbao | La Liga    | 35      | 15     |
| 2020–21 | Athletic Bilbao | La Liga    | 34      | 5      |
| 2021–22 | Athletic Bilbao | La Liga    | 35      | 6      |
| 2022–23 | Athletic Bilbao | La Liga    | 35      | 2      |
| 2023–24 | Athletic Bilbao | La Liga    | 20      | 1      |
| Total   | Total           | Total      | 637     | 113    |